# ثلاثي كلوريد اليود
ثلاثي كلوريد اليود هو مركب بين هالوجيني صيغته المختصرة ICl3؛ لكن المركب يوجد دوماً على هيئة ثنائي وحدات (ديمر)، لذلك تكتب صيغته بنيوياً على الشكل I2Cl6، والتي يمكن كتابتها على الشكل ICl3)2)، ويوجد على شكل صلب ذي لون أصفر محمر.

## التحضير
يحضّر المركب من تفاعل الكلور مع أحادي كلوريد اليود:
{\displaystyle \mathrm {Cl_{2}\ +\ ICl\ \longrightarrow \ ICl_{3}} }

## الخواص
يوجد المركب في الشروط القياسية على شكل صلب أصفر محمر، وهو يتسيّل بسهولة، إذ يتفاعل مع الماء أو الرطوبة الجوية بتفاعل حلمهة ليعطي حمض الهيدروكلوريك وحمض اليوديك، بالإضافة إلى أحادي كلوريد اليود:
{\displaystyle \mathrm {2\ ICl_{3}+3\ H_{2}O\longrightarrow \ 5\ HCl+ICl+HIO_{3}} }
يكون المركب في الحالة المنصهرة ذا موصلية كهربائية، مما يشير إلى احتمال حدوث تفكك على الشكل:
{\displaystyle {\ce {I2Cl6 <=> ICl2+ + ICl4^-}}}

## الاستخدامات
يمكن أن يستخدم ثلاثي كلوريد اليود في المختبرات الكيميائية لإجراء تفاعلات الهلجنة الموافقة.